# Svantjärnen (Näskotts socken, Jämtland)
Svantjärnen är en sjö i Krokoms kommun i Jämtland och ingår i Indalsälvens huvudavrinningsområde.